# Lorenzo di Bonaventura
Lorenzo di Bonaventura (nacido en 1957) es un productor de cine estadounidense.

## Biografía
Pasó la década de 1990 como ejecutivo en Warner Bros., llegando finalmente a Presidente de Producción Mundial. Su compañía de producción di Bonaventura Pictures se basa en la Paramount Pictures. Su permanencia en Warner Bros. incluye el descubrimiento y pastoreo de The Matrix en la producción, y la compra de los derechos de los libros de Harry Potter de J. K. Rowling.
Él ha comprado los derechos cinematográficos de la serie de seis capítulos de novelas de fantasía Los secretos del inmortal Nicolás Flamel de Michael Scott.
En el documental Side by Side, criticó la omnipresencia de las cámaras económicas de alta calidad por permitir esencialmente que cualquiera se convierta en cineasta, saturando potencialmente el panorama de los medios con un entretenimiento espantoso que las masas no podrían distinguir de las obras de personas con formación convencional. Este nuevo panorama de los medios es defectuoso debido a la falta de un "creador de tendencias", similar a cómo Steve Jobs se quejó de que ahora faltaba mucho contenido editorial periodístico, mencionado en una de las conferencias Some Things Digital

## Vida privada
Su padre, Mario di Bonaventura, que fue un director de orquesta, lo envió a la Universidad de Harvard. Más tarde recibió un MBA de la Universidad de Wharton School de Pennsylvania.

## Filmografía
- Derailed (2005)
- Doom (2005)
- Cuatro hermanos (2005)
- Constantine (2005)
- Stardust (2007)
- Transformers (2007)
- 1408 (2007)
- Shooter (2007)
- Imagine That (2009)
- Transformers: la venganza de los caídos (2009)
- G.I. Joe: The Rise of Cobra (2009)
- Salt (2010)
- Red (2010)
- Transformers: el lado oscuro de la luna (2011)
- Transformers: la era de la extinción (2014)
- Deepwater Horizon (2016)
- Transformers: el último caballero (2017)
- Megalodón (2018)
- Bumblebee (2018)
- Pet Sematary (2019)
- Infinite (2021)